# North American Aerospace Defense Command
North American Aerospace Defense Command (forkortelse: NORAD /ˈnɔːræd/) er en bilateral organisation mellem USA's og Canada's luftrum som giver oplysninger om luftfartsadvarsler, luftsuverænitet og beskyttelse af USA og Canada
NORAD er beliggende i Colorado i USA. NORAD modtager også informationer om eventuelle missilangreb på USA og Canada.

## Organisation
North American Aerospace Defense Command er delt op i tre regioner:
- Alaskan NORAD (ANR) Region
- Canadian NORAD (CANR) Region
- Continental NORAD (CONR) Region

### Alaskan NORAD Region
Alaskan NORAD Region (ANR) kontrollerer luftrummet i Alaskas operationsområde.

### Canadian NORAD Region
Canadian NORAD Region (CANR) er ansvarlige for overvågning og kontrol af Canadas luftrum.

### Continental NORAD Region
Continental NORAD Region (CONR) overvåger og kontrollerer USA's luftrum. CONR består af Western Air Defense Sector i Tacoma, delstaten Washington og Eastern Air Defense Sector i Rome, delstaten New York.
| Militær | Spire Denne artikel om militær er en spire som bør udbygges. Du er velkommen til at hjælpe Wikipedia ved at udvide den. |

38°42′N 104°48′V / 38.7°N 104.8°V